# Панаріон
Панаріон — єресіологічний трактат Епіфанія Кіпрського (пом. в 403 році). Робота над Панаріоном, що продовжив викриття єресей, розпочата в попередньому творі Єпіфанія, «Анкораті», почалася в 374 або 375 році і була закінчена три роки по тому. У трактаті наводиться опис 80 сект, що виникли до кінця IV століття. Крім іншого, Панаріон представляє цінність завдяки вмісту в ньому фрагментами втрачених текстів, зокрема юдеохристиянських євангелій, Євангелія ебіонітів і Євангелія від євреїв.
Кожній єресі, крім чотирьох з п'яти родоначальниць єресей, Єпіфаній привласнює два порядкових номери. Чотири з п'яти родоначальниць єресей мають один порядковий номер: варварство — 1, скіфство — 2, еллінство — 3, іудейство — 4.
Наприклад, платоники це в еллінстві четверта, а за загальним порядком шоста єресь.
Перший розділ, що складається з опису 20 єресей, присвячений вченням, що виникли до Ісуса Христа. При цьому перші три з них сектами в сучасному сенсі не є — елліністична релігія, самарітянство і юдаїзм.
Як правило, описуючи єресі, Єпіфаній дотримується такої структури: коротка характеристика відносини даної секти з попередніми, опис пов'язаних з цією сектою поглядів, розлоге спростування її доктрини, порівняння секти з неприємними тваринами, зокрема зміями.